# 菱鍶礦
菱鍶礦（英語：Strontianite）是一種稀有的碳酸鹽礦物，化學式為SrCO3。它是提取鍶的重要原料，也是為數不多的含鍶礦物之一。它是霰石族的成員。其中钙最多可以替代27%的锶，而钡高达3.3%。
该矿物于1791年以苏格兰阿盖尔郡Strontian命名，前一年也在那里发现了锶元素。尽管优质的菱锶矿标本很少见，但锶仍是一种相当常见的元素，在地壳中的含量按質量计为370ppm，按物質的量计为87ppm，比铜更常见（按質量计为60ppm，按物質的量计为19ppm）。主要的锶矿石是天青石（SrSO4）和菱锶矿（SrCO3）。

## 結構
菱鍶礦與霰石同構。當CO3基團與離子半徑大於1.0Å的大正二價陽離子結合時，半徑比通常不允許穩定的6配位。對於小陽離子，結構是菱面體，但對於大陽離子，它是正交的。這是具有Pmcn空間群的霰石結構類型。在這種結構中，CO3基團垂直於c軸，位於兩個結構平面中，一個平面的CO3三角形基團指向與另一個平面相反的方向。這些層由陽離子層隔開。
CO3基團略顯非平面；碳原子位於氧原子平面外0.007Å。這些基團是傾斜的，使得穿過氧原子的平面與平行於a-b晶胞平面的平面夾角為2°40'。

## 發現
菱锶矿是一种不常见的低温热液矿物，在矿脉中形成于石灰岩、泥灰岩和白垩以及晶洞和结核中。它很少出現在金屬熱液脈中，但在火成碳酸鹽岩中很常見。它很可能在100°C或接近100°C時結晶。它在開放的孔洞和靜脈中的出現表明它在非常低的壓力下結晶，可能最多等於地下水的靜水壓力。在適當的條件下，它會變成天青石（SrSO4），並且它本身被發現是從天青石轉化。這兩種礦物通常與重晶石、方解石、交沸石和硫一起被發現。

## 外部連結
- JMol （页面存档备份，存于）